# Right Now (The Sheer)
Right Now is een nummer van de Nederlandse band The Sheer uit 2004. Het is de derde single van hun debuutalbum The Keyword Is Excitement.
Voor de singleversie nam The Sheer het nummer opnieuw op, omdat de band vond dat de albumversie wat energie mistte. Het nummer werd een klein hitje in Nederland. Het bereikte de 38e positie in de Nederlandse Top 40.